# Cloro-36
El cloro 36 es un isótopo del cloro. El cloro tiene dos isótopos estables y un isótopo radiactivo: el isótopo cosmogénico 36Cl. Su periodo de semidesintegración es de 301.000 ± 2.000 años. 36Cl se desintegra principalmente (98%) por desintegración beta menos a 36Ar, y el luego a 36S.
Existen cantidades traza del isótopo radioactivo 36Cl en el medio ambiente, en una proporción de aproximadamente (7-10) × 10-13 a un isótopo de cloro estable. Esto corresponde a una concentración de aproximadamente 1 Bq/(kg de Cl).
36Cl se produce en la atmósfera por espalación de 36Ar mediante interacciones con protones de rayos cósmicos. En la parte superior de la litosfera, 36Cl se genera por la activación de neutrones térmicos de 35Cl y por la espalación de 39K y 40Ca. En el entorno subsuperficial, la captura de muones por 40Ca se hace más importante.
El periodo de semidesintegración de este isótopo no reactivo lo hace adecuado para dataciones geológicas en el rango de 60.000 a 1 millón de años.
Además, se produjeron grandes cantidades de 36Cl mediante irradiación de agua de mar durante ensayos de armas nucleares atmosféricas y subacuáticas entre 1952 y 1958. El tiempo de residencia de 36Cl en la atmósfera es de aproximadamente 2 años. Por lo tanto, 36Cl también es útil para datar aguas. El 36Cl ha sido usado en otras áreas de las ciencias geológicas, datando el hielo y los sedimentos.